# Lithocarpus blaoensis
Lithocarpus blaoensis är en bokväxtart som först beskrevs av Aimée Antoinette Camus, och fick sitt nu gällande namn av Aimée Antoinette Camus. Lithocarpus blaoensis ingår i släktet Lithocarpus och familjen bokväxter. Inga underarter finns listade.